# ペルチャッハ
ペルチャッハ・アム・ヴェルターゼー(ドイツ語：Pörtschach am Wörthersee)(スロベニア語：Poreče)は、オーストリア南東部のケルンテン州南東部のクラーゲンフルト＝ラント郡の村。
夏のリゾート地として、ヴェルター湖北岸に作られた。
2018年1月1日の人口は2751人。
ケルンテン州には、同名の村が他に2つある（Pörtschach (Name)参照）が、一般に「ペルチャッハ」はこのペルチャッハ・アム・ヴェルターゼーを指す。

## 地理

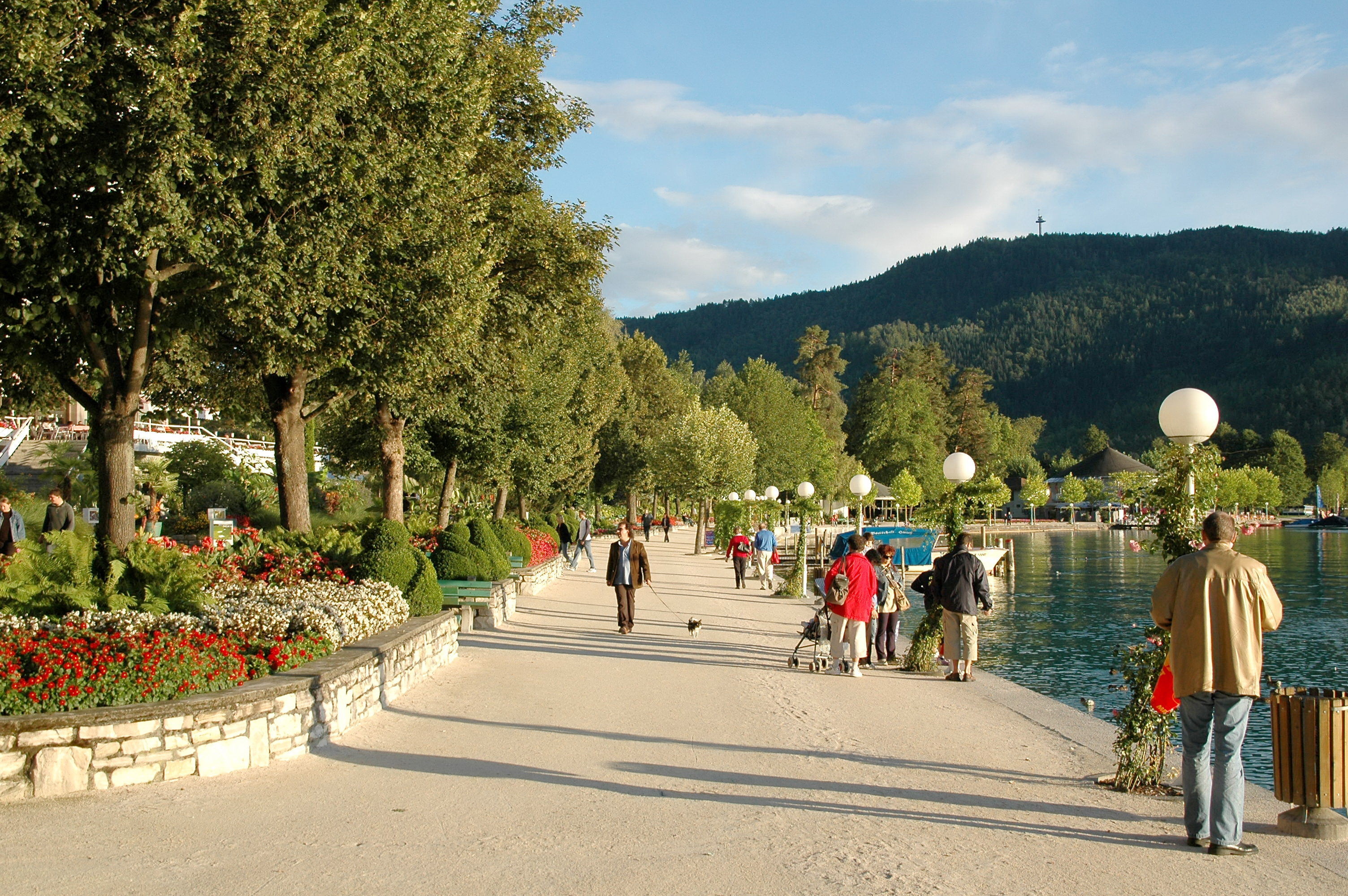
湖岸歩道

ペルチャッハは、ヴェルター湖北岸の標高446～702m、州都クラーゲンフルトの約14km西に位置する。
湖のペルチャッハ地区とSallach地区に更に分けられる。
北にモースブルク村、西にテヘルスベルク村、東にクルンペンドルフ村、南にマリア・ヴェルト村が有る。

## 歴史

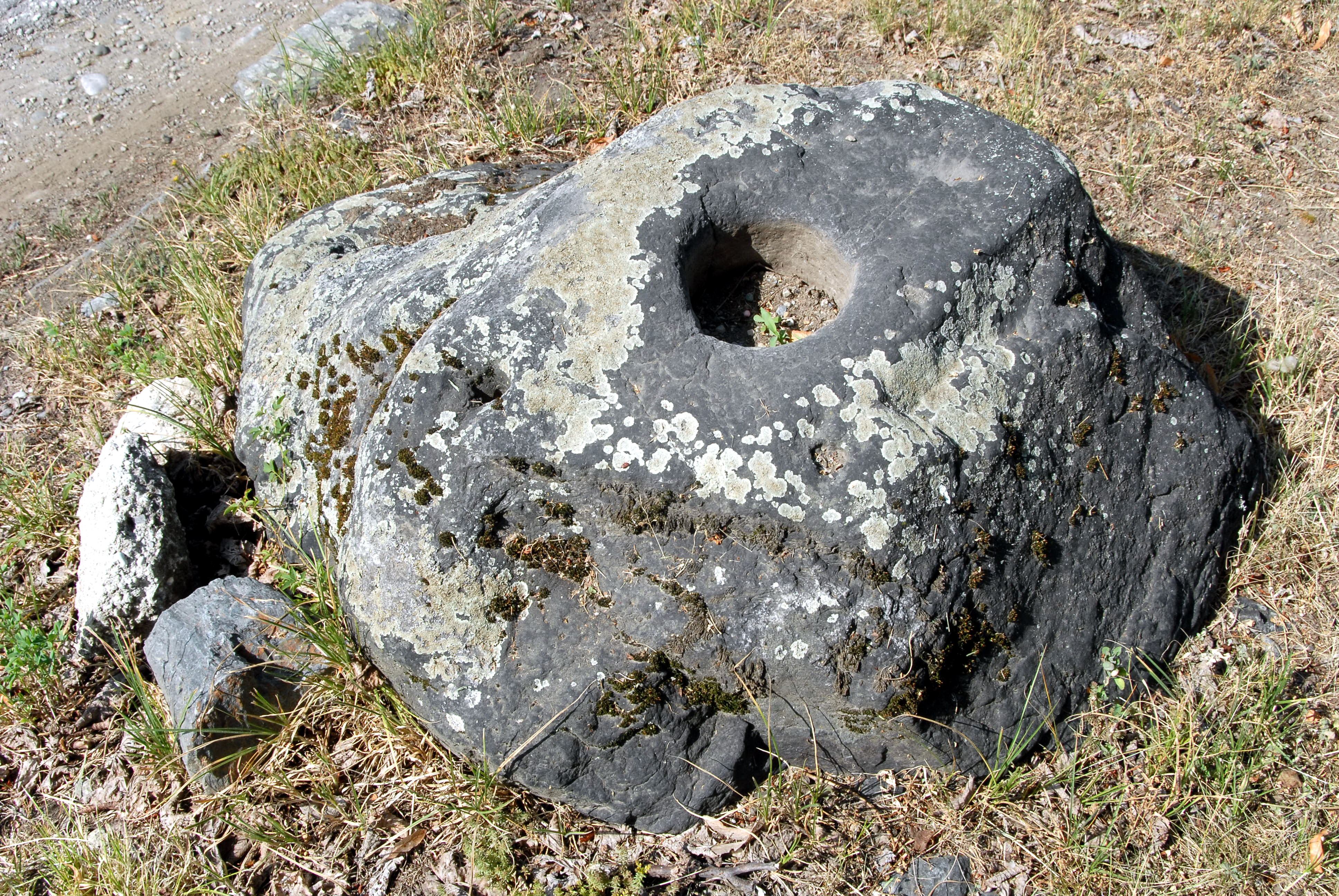
盆石

盃状穴の有る盆石は殆どが石器時代の物で、州の広い範囲で出土しており、ペルチャッハでも1つ見つかっている。
ケルト人の儀式において、穴の部分に生贄(殆どの場合血)が注がれる。
ローマ帝国時代には、ノリクム属州のフェルデン町とクルンペンドルフ村を結ぶ主要道がペルチャッハを通っていた。
600年頃にスラブ人が東アルプスに移住し、スラブ語派でporecah(小川の側に住む人々)と名付けた。
1150年、ケルンテン公国のペルチャッハとして初めて記録に現れる。
当時建設された湖岸の城は、現在では壁の一部を見る事が出来る。
1328年、マリア・ヴェルト教会の付属教会としてだが、教会が初めて記述される。
1490年頃、レオンシュタイン城がペルチャッハ中心部の近くに移転した。
17世紀後半にはレオンシュタイン城の修復が放棄された。
1787年、教会が現在の形で再建された。
19世紀中盤に観光業が始まり、1853年に海軍基地が設置されて更に加速した。
1864年、ウィーンとベネチアを結ぶオーストリア南部鉄道の駅がペルチャッハに建設され、観光の利便性が高まった。
フランツ・ヨーゼフ1世やグスタフ・マーラー、ヨハネス・ブラームス等の著名人がウィーンから訪れた。
ブラームスはここで交響曲第2番とヴァイオリン協奏曲を作曲した。
1877年～1879年の夏をブラームスはペルチャッハで過ごした。
現在では毎年9月上旬にブラームス国際コンクールが開催されている。
1904年～1906年、教会がネオルネッサンス建築様式で修復される。
1960年～70年代のケルンテン州観光ブームが過ぎると、イベント会場としてのペルチャッハ復興運動が行われ、自然と文化、歴史を軸に「持続可能な観光地」を目指している。
レオンシュタイン城は現在修復プログラムが行われ、ホテルとして活用されている。

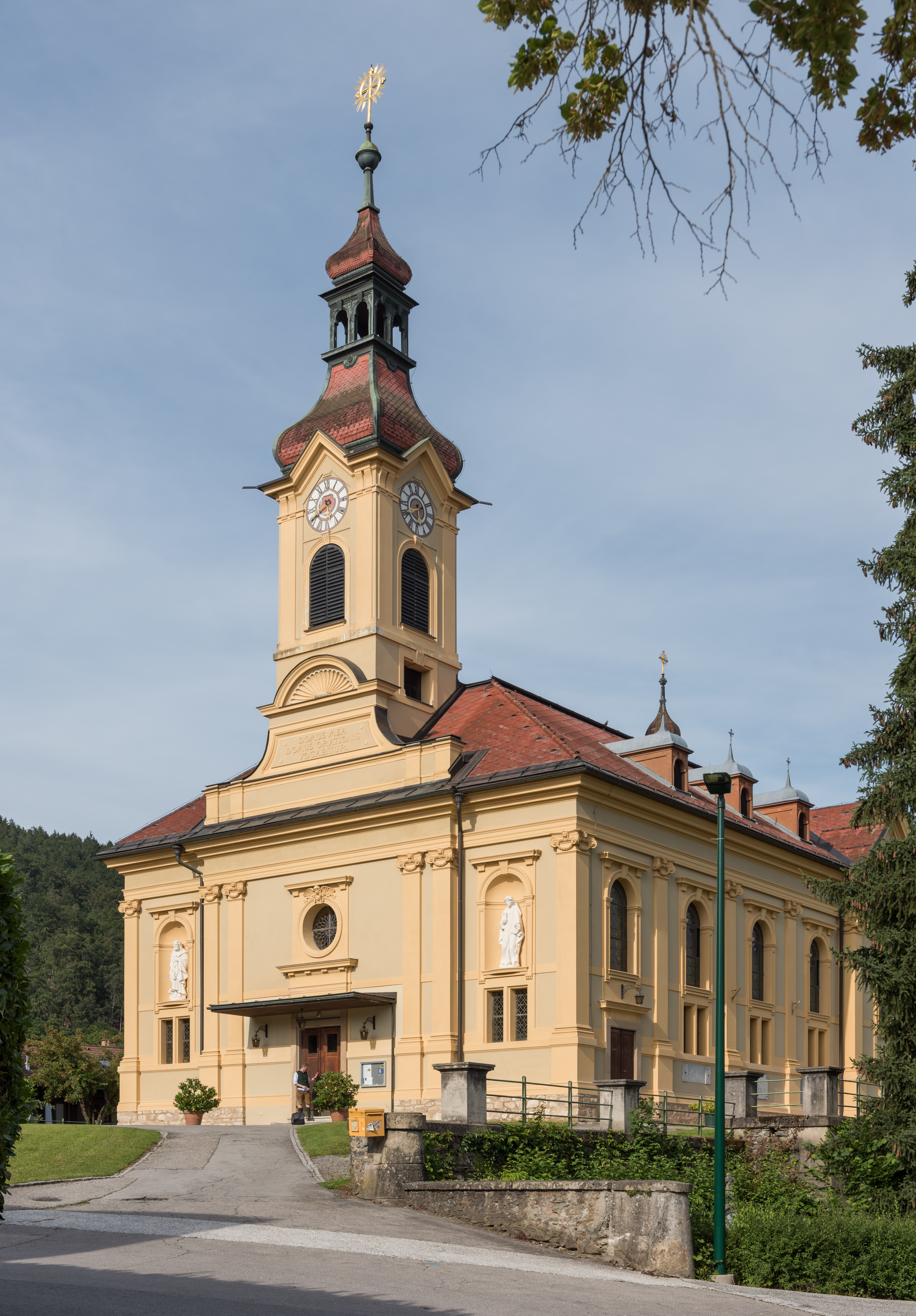
洗礼者聖ヨハネ教会

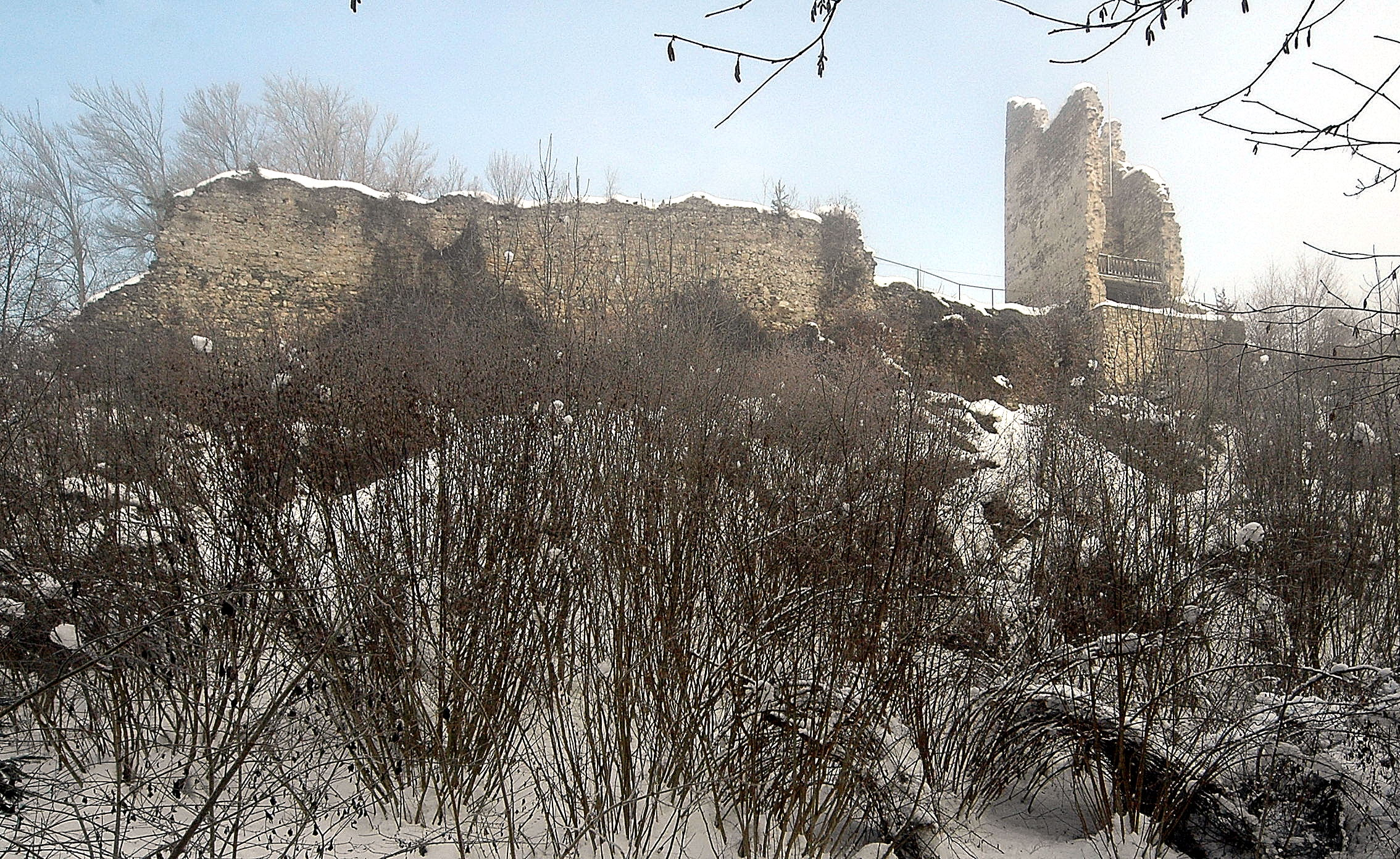
レオンシュタイン城跡

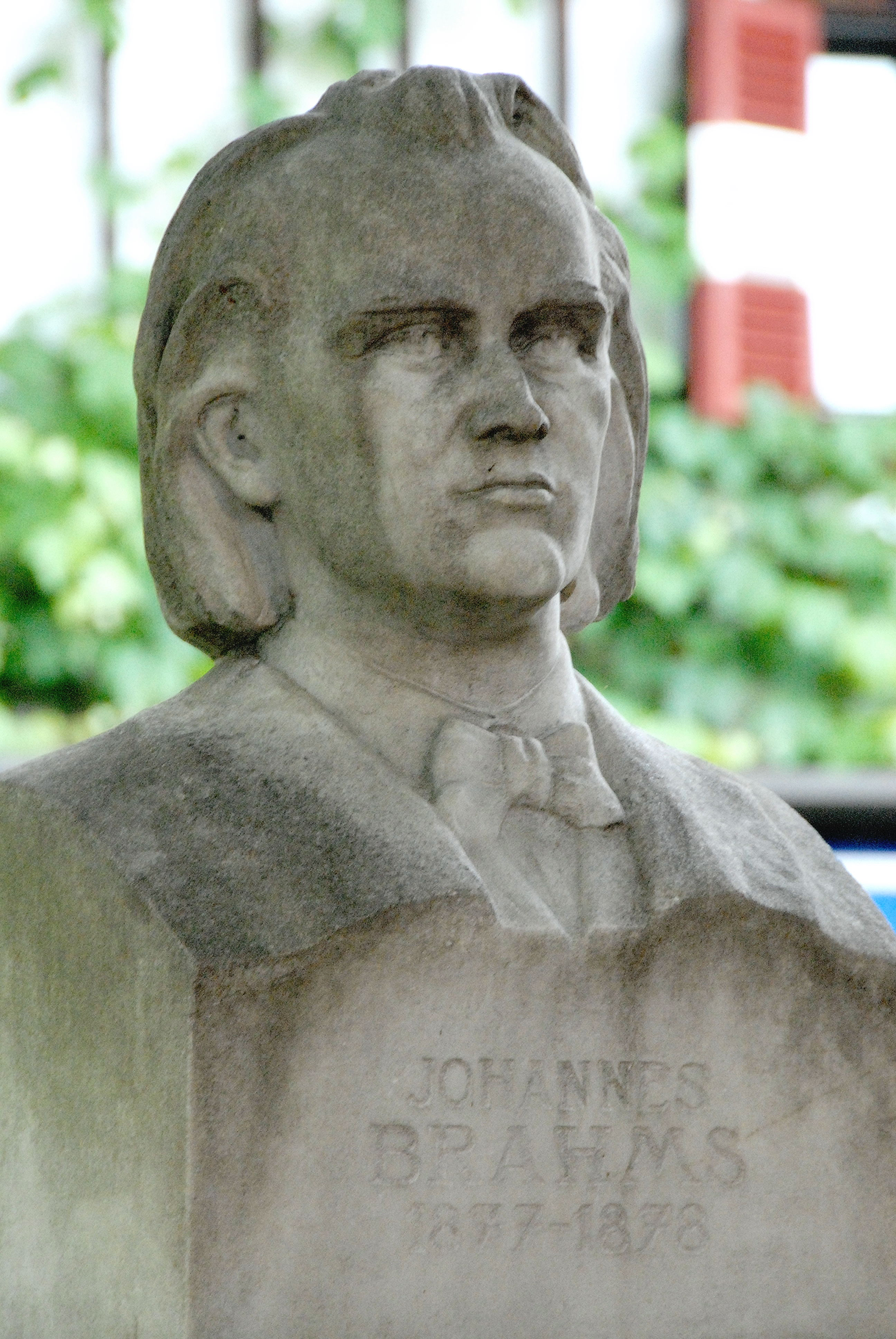
レオンシュタイン城ホテルのブラームス胸像

## 人口
2001年の統計では、人口は2670人で90.3%がオーストリア市民権を持っていた。
外国人ではクロアチア人が3%、ドイツ人が2.3%、ボスニア・ヘルツェゴビナ人が1.3%だった。
宗教ではカトリックが75%、プロテスタントが10%、イスラム教が1.6%で、無宗教が約10%だった。

## 湖岸の別荘

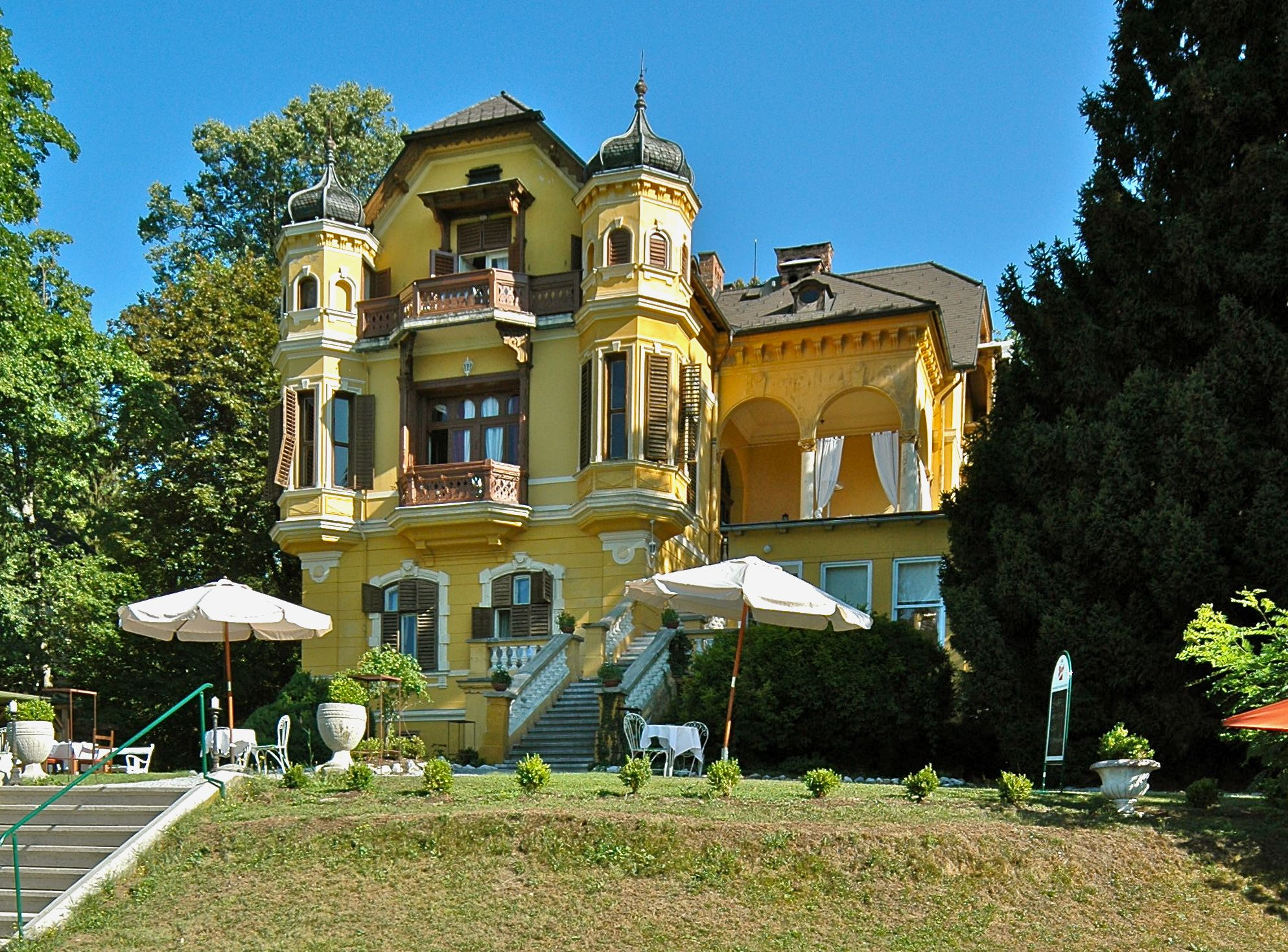
Villa Miralago(1893年)

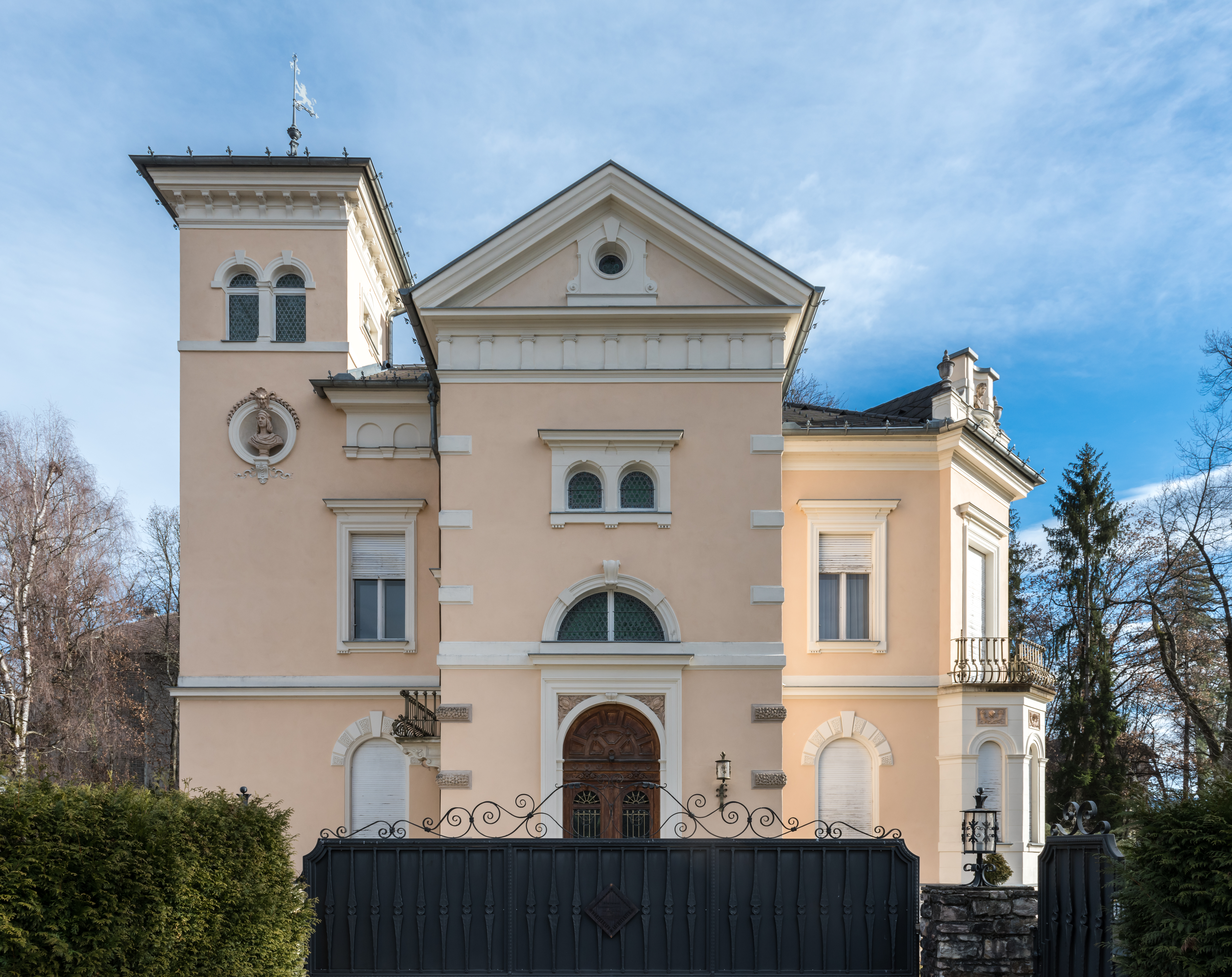
Villa Venezia(1891年)

19世紀後半～20世紀前半にかけて、所謂ヴェルター湖様式で多くの別荘が建てられた。
これはFriedrich Achleitnerによると、アール・ヌーヴォーやドイツロマン主義、バロック建築、邸宅を混ぜた様式である。
この様式で特に有名なのは、Franz Baumgartner (1876–1946)、Wilhelm Heß (1846–1916)、Josef Victor Fuchs、Carl Langhammer (1840–1906)である。

## 政治
2015年村議会の結果
- 国民党 (ÖVP): 7
- 自由党 (FPÖ): 6
- 社民党 (SPÖ): 4
- 緑の党 (Grüne): 2

### 姉妹都市
- イタリア　フリウリ＝ヴェネツィア・ジュリア州　ウーディネ県　リヴィニャーノ村

## 文学
- Österreichische Kunst-Topographie. (Austrian art topography) Volume I.: Herzogthum Karnten (Dutchy Carinthia), Wien 1889, S. 284; in Commission bei Kubasta & Voigt, of the K. K. Hof- und Staatsdruckerei.
- DEHIO Kärnten - Topographisches Denkmälerinventar (Topografic monument inventory), S. 636–644. Editorial Anton Schroll & Co, Wien 2001, ISBN 3-7031-0712-X
- Kärntner Sagen (Carinthian sagas), a selection by Dr. Georg Graber, 1949; S. 50–52, Kärntner Heimatverlag (Carinthian homeland editorial).
- Die Kärntner Gemeindewappen (The Carinthian community coat of arms) by Dr. Wilhelm Deuer, S. 216–217; Klagenfurt 2006, Editorial of the Carinthian country archive, ISBN 3-900531-64-1